# Kaitlyn Ashley
Pour les articles homonymes, voir Ashley.
Kaitlyn Ashley (née le 29 juin 1971 à Fort Lauderdale) est une actrice de films pornographiques américaine.

## Biographie
Née à Fort Lauderdale en Floride, elle commença sa carrière en 1993.
Kaitlyn rencontre le réalisateur et acteur Jay Ashley à 15 ans au Lycée et se met en ménage avec lui. Jay Ashley rentre dans l'U.S Marine et elle devient assistante vétérinaire. Ils se marient plus tard.
Elle tourne dans plus de 300 films de 1993 à 1999 avec des actrices comme Nina Hartley & Debi Diamond qui l'aident durant sa carrière. En 1995 elle signe un contrat avec VCA Pictures. "Starbangers 7" est son plus grand film.
Elle se sépare en 1997 de son mari Jay Ashley qui avait de graves problèmes de drogue.
Kaitlyn Ashley est considérée comme une Porn Star Legend.

## Récompenses
- 1995 : AVN Award Meilleure actrice dans un second rôle - Vidéo (Best Supporting Actress - Video) pour Shame (1994)[2]
- 1996 : AVN Award Performeuse de l'année (Female Performer of the Year)[3]
- AVN Hall of Fame

## Filmographie sélective
- Breast Obsessed (2006)
- Eager Beavers (2003)
- Girls Only: Janine (2002)
- All Girl Pussy Lickers (2000)
- College Girls Do 7 (2000)
- College Girls Do 3 (1998)
- Sodomania: Slop Shots 1 (1997)
- Sweet Revenge (1997)
- Twisted (1997)
- Vixxxen (1997)
- Buttslammers 15 (1997)
- Girl's Affair 8 (1996)
- Side Show Freaks (1996)
- Lust Runner (1996)
- Amazon Heat 1 (1996)
- Anal Connection (1996)
- Anal Inquisition (1996)
- Anal Maniacs 5 (1996)
- Anal Portrait (1996)
- Anal Talisman (1996)
- Ass Openers 2 (1996)
- The Attendant (1996)
- NYDP Blue (1996)
- Babes Illustrated 5 (1996)
- Biography: Kaitlyn Ashley (1996)
- Breeders (1996)
- Buffy's New Boobs (1996)
- Centerfolds (1996)
- Cumback Pussy 6 (1996)
- Shane's World (1996)
- No Man's Land 12 (1995)
- No Man's Land 11 (1995)
- Rx For A Gang Bang (1995)
- Starbangers 7 (1995)
- Wicked Ways 3: All-anal Slutfest (1995)
- A Clockwork Orgy (1995)
- Penetrator 2 : Grudge Day (1995)
- Sindy Does Anal Again (1994)
- Starlet vivid (1994)
- Buttslammers 8 (1994)
- Buttslammers 7 (1994)
- Buttslammers 6 (1994)
- Sodomania 6 (1993)
- Takin' It To The Limit 1 & 4 (1994)
- Tales From The Clit (1993)
- Up And Cummers 5 (1993)